# Avarua
Avarua (jelentése: két kikötő) város és körzet a Rarotonga sziget északi partján, egyben a Cook-szigetek fővárosa. 2016-os adatok alapján 4009 lakost számlál a főváros. Avaura az ország turisztikai és gazdasági központja.
A főváros egy meglehetősen sík partszakaszi területen helyezkedik el. Partjai sziklásak, a város keleti részein található néhány homokos strand.
A legközelebbi repülőtér a Rarotonga nemzetközi repülőtér, ami 4 km-re fekszik a város nyugati részétől. Avarua két kikötővel rendelkezik; egy városközponti kikötővel, ami a kisebb hajóknak kínál hozzáférést, és egy kereskedelmi kikötővel, az Avarua Harbourral, ami város nyugati felén található a nagyobb vízi járműveknek biztosítva hozzáférést Avaruához.